# 調合油
調合油是指含有兩種或兩種食用油種的油品，油脂組成的比例非常多樣化，以植物性調合油較常見，例如芥花油與高油酸葵花油調合、棕櫚油與橄欖油調合等。

## 目的與功能

### 營養調整
2009 年世界衛生組織(World Health Organization,WHO)提出每日建議攝取的飽和脂肪酸、單元不飽和脂肪酸與多元不飽和脂肪酸組成比例分為 1：1.5：1 ，必需脂肪酸則提出亞麻油酸與α-次亞麻油酸為 5-10：1的組成比例；單一油種可能沒有理想的脂肪酸組成，因此早期通常藉由混合不同油脂以調整脂肪酸組成及油脂的理化特性，藉以提供消費者更完整的營養來源。對於不同配方組成調合油營養研究相當多，如米糠油與棕櫚油以適當的比例混合後可接近世界衛生組織(WHO)建議的油脂攝取比例、椰子油與花生油或橄欖油製成的調合油可降低血液中低密度脂蛋白(low-density lipoprotein,LDL) 並增強體內抗氧化作用、椰子油與米糠油或芝麻油進行調配具有降血脂的效果等。

### 安定性提升
油脂在飲食中扮演重要的角色，在家庭、餐廳及夜市等不同場所使用油脂進行煎煮炒炸等高溫處理時，這些高溫環境下油脂容易發生氧化裂解等化學反應，導致油脂品質降低或產生對健康具有潛在風險的物質，因此油脂的氧化穩定性就顯得相當重要。常見以氧化安定性高的棕櫚油、高油酸葵花油與其他植物油進行調配，亦有相當多提升氧化安定性的複合調合油配方研究。

### 性狀調整
油脂的組織與不同環境下的狀態變化會影響在食品或消費者使用便利性與喜好度。藉由不同油脂組成調配可達到修正油脂性狀如延展度、澄清度、低溫凝固與風味等。